# サン・ビアーゼ
サン・ビアーゼ（イタリア語: San Biase）は、イタリア共和国モリーゼ州カンポバッソ県にある、人口約200人の基礎自治体（コムーネ）。

## 地理

### 位置・広がり

#### 隣接コムーネ
隣接するコムーネは以下の通り。
- サルチート
- サンタンジェロ・リモザーノ
- トリヴェント

## 行政

### 分離集落
サン・ビアーゼには、以下の分離集落（フラツィオーネ）がある。
- rione centro, rione croce, rione valle, rione alto